# Χ
Χ, χ（カイ、ハイ、キー、ヒー、古代ギリシア語: χεῖ ケー、ギリシア語: χι ヒー、英語: chi, khi [ˈkaɪ] カイ）は、ギリシア文字の第22字。数価は600。
ラテン文字のX、キリル文字のХはこの文字に由来する。

## 音声
古代ギリシア語では無声軟口蓋破裂音の帯気音/kʰ/、現代ギリシア語では無声軟口蓋摩擦音 /x/（ただし /e/, /i/の前では無声硬口蓋摩擦音/ç/）を表す。
摩擦音への変化がいつごろ起きたかは正確にはわからないが、ビザンチン時代には摩擦音になっていたようである。

## 起源
古代ギリシア語には3つの帯気音 /pʰ tʰ kʰ/ があった。このうち/tʰ/にはフェニキア文字を転用することができたが（θ）、それ以外は適当なフェニキア文字が存在せず、/kʰ/ の音の表記のためには地方ごとに異なる表記法が発達した。
- クレタ島およびその周辺のテーラー、メーロスでは文字を追加せず、単に「Κ」と書くか、または「ΚΗ」の2文字で表記した。
- 東方ギリシア文字（アテネ、アルゴス、コリントス、イオニア）では「Χ」で表した。
- 西方ギリシア文字（エウボイア、ギリシア本土の大部分、西部植民地）では「Ψ」で表した（「Χ」は/ks/を表すために使用）。

後に東方ギリシア文字の一種であるイオニア式アルファベットによって統一された。一方ラテン文字Xは西方ギリシア文字から借用されたために/ks/を表している。
この文字字形の起源については議論が分かれる。古代の文字名称は「ケー」(χεῖ)で、明らかに「π」からの類推による。紀元前4世紀の末に ει は /iː/ と発音されるようになり、その影響で文字名称も χῖ とされることが普通になった。近代西洋諸言語の名はそれにもとづく。

## 記号としての用法
- 大文字のΧは:
  - キリスト(χριστός)を表す頭文字。「Χmas」のΧはこれに由来する。
- 小文字のχは:
  - 数学（統計学）の分布の一種であるχ2 分布で用いられる。
  - 数学で、群の表現の指標 (character) や集合の定義関数 (characteristic function) などを表すことがある。
  - 電磁気学で、電気感受率、あるいは磁化率を表す。
  - 化学では、電気陰性度を表す。
  - 化学では、モル分率を表す。
  - 国際音声記号では無声口蓋垂摩擦音を表す。

## 符号位置
| 大文字 | Unicode | JIS X 0213 | 文字参照             | 小文字 | Unicode | JIS X 0213 | 文字参照             | 備考 |
| ------ | ------- | ---------- | -------------------- | ------ | ------- | ---------- | -------------------- | ---- |
| Χ      | U+03A7  | 1-6-22     | &Chi; &#x3A7; &#935; | χ      | U+03C7  | 1-6-54     | &chi; &#x3C7; &#967; |      |

HTML 文書や wiki 等を書くときに用いられる実体参照は大文字が&Chi;、小文字が&chi;となる。詳しくはHelp:特殊文字を参照のこと。